# 4787 Shulʹzhenko
4787 Shulʹzhenko è un asteroide della fascia principale. Scoperto nel 1986, presenta un'orbita caratterizzata da un semiasse maggiore pari a 2,2575702 UA e da un'eccentricità di 0,1127454, inclinata di 5,04610° rispetto all'eclittica.